# ドローンファイト
『ドローンファイト』は、シルバースタージャパンより発売されたゲームソフト。
2016年12月28日にニンテンドー3DS版が発売され、2017年9月7日にauスマートパス版が、2018年4月12日にNintendo Switch版が発売された。

## 概要
現実世界の競技『ドローンレース』をゲームにしたもので、登場するドローンは4種類でグランプリの優勝を目指す。
低価格の為、グラフィックのポリゴンは少ない物の60fpsで動作する。

## ゲームモード
本作には以下のゲームモードが搭載されている。
CPUバトル
グランプリ
4つのコースで構成されたカップ（大会）とツアーをプレイし優勝を目指す。
ワンレース(switch版のみソロレース)
1つのコースでレースする。優勝は存在しない。
タイムアタック
1つのコースのタイムを競う。所有アイテムは電池から始める。
ランキング
タイムアタックで競ったベストタイムを5位まで閲覧する。
オプション
BGMとSEの音量調整。Switch版のみ上昇下降とスライドと回転の方向を反転する。

## ドローン
蒼き王者 アトラス
トマスカンパニー製のカブトムシ型万能タイプのドローン。
疾風の帝 タイタン
ルカニエ社が制作したクワガタムシ型加速重視のドローン。
回転飛龍 ワイバーン
オードナ重工製が導入したトンボ型ドローン。
朱き刺客 アンタレス
正体不明の秘密組織が極秘開発されたサソリ型音速ドローン。

## Nintendo Switch版の変更点・追加点
- 解像度が大幅に上がり、画質が若干良くなった。
- 1画面に変わったため、マップは下、ラップとタイムはエレキゲージの上に表示される。
- 置いてあるアイテムとオブジェの位置の表示が遠距離でも最初から描写する様になった。
- プレイヤードローンの左右の移動が高速になった。
- タイトルメニューにヘルプが追加した。
- 大会を決定した後に画面が暗転し「NowLoading」と表示され、ゲームが一時的に停止する。
- 砂漠コースが追加した。
- オプションにアンケートページとデータ消去を入れ替える形で操作設定が追加した。
- 「SPEED DOWN」の文字が廃止した。
- スタート準備からカウントダウンスタートとゴールからリザルトの切り替えがスピーディになった。
- HD振動対応。
- フリップアクセルはZLボタンとZRボタンの同時入力に変更された。
- キャプチャーボタンの追加に伴い十字キーで撮影する設定が廃止された。